# Józefa Ledóchowska
Józefa Ledóchowska, född 5 mars 1781 i Lwów, död 14 mars 1849 i Warszawa, var en polsk skådespelare. 
Hon debuterade som barn 1792, avgick på grund av giftermål 1801 men återvände 1805 och var aktiv fram till 1834. Hon räknas som en av den polska historiens mera framstående skådespelare, särskilt under 1820-talet. Hennes kanske mest kända roll var Lady Macbeth.